# Comuna de Tuczna
Tuczna (polaco: Gmina Tuczna) é uma gminy (comuna) na Polónia, na voivodia de Lublin e no condado de Bialski. A sede do condado é a cidade de Tuczna.
De acordo com os censos de 2004, a comuna tem 3584 habitantes, com uma densidade 21 hab/km².

## Área
Estende-se por uma área de 170,37 km², incluindo:
- área agricola: 65%
- área florestal: 28%

## Demografia
Dados de 30 de Junho 2004:
|                      | Total   | Total | Mulheres | Mulheres | Homens  | Homens |
| -------------------- | ------- | ----- | -------- | -------- | ------- | ------ |
|                      | pessoas | %     | pessoas  | %        | pessoas | %      |
| População            | 3584    | 100   | 1809     | 50,5     | 1775    | 49,5   |
| Densidade (pop./km²) | 21      | 100   | 10,6     | 10,6     | 10,4    | 10,4   |

De acordo com dados de 2002, o rendimento médio per capita ascendia a 1263,37 zł.

## Subdivisões
- Bokinka Królewska, Bokinka Pańska, Choroszczynka, Dąbrowica Duża, Kalichowszczyzna, Leniuszki, Matiaszówka, Mazanówka, Międzyleś, Ogrodniki, Rozbitówka, Tuczna, Wiski, Wólka Zabłocka, Wólka Zabłocka-Kolonia, Władysławów, Żuki.

## Comunas vizinhas
- Hanna, Kodeń, Łomazy, Piszczac, Sławatycze, Sosnówka